# Cent trenta-tres
El nombre 133 (CXXXIII) és el nombre natural que segueix el nombre 132 i precedeix el nombre 134.
La seva representació binària és 10000101, la representació octal 205 i l'hexadecimal 85.
La seva factorització en nombres primers és 7×19; altres factoritzacions són 1×133 = 7×19; és un nombre 2-gairebé primer: 7 × 19 = 133.